# 蓮座狀葉叢
蓮座狀葉叢（英語：rosette），於宿根草本植物則稱為簇生化。在植物學是指一種葉片生長成環狀的狀態，一般常於地面或植物的基部上疊生。葉片排列成蓮座狀葉叢的植物，稱為「蓮座狀植物」。

## 形態

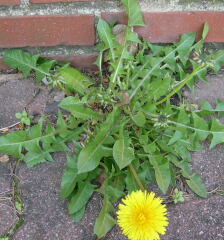
蒲公英底部的葉叢

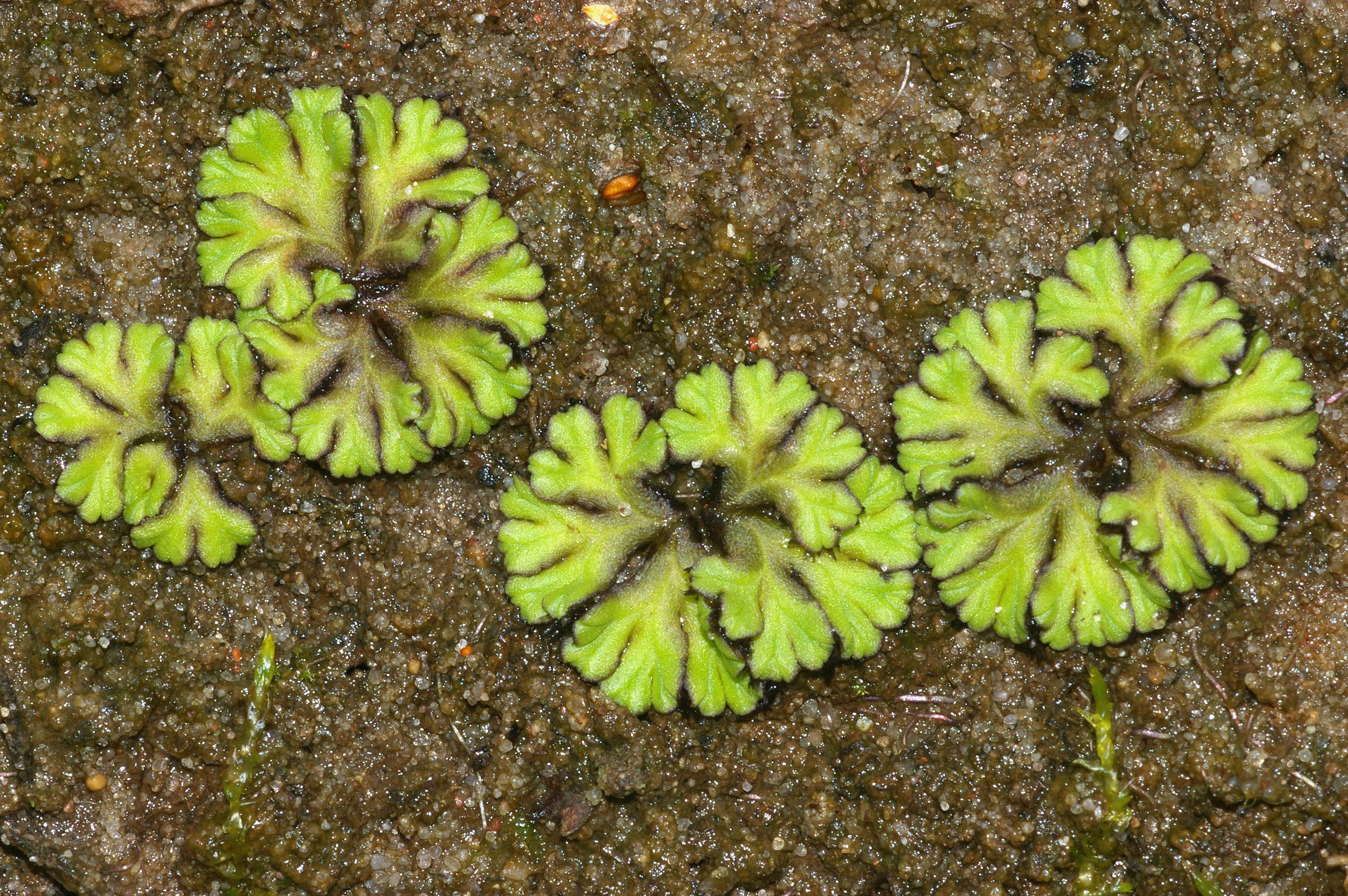
Ricciocarpos natans的葉叢

開花植物的葉叢一般長在接近泥土的位置。這種構造是改良莖或修飾莖的變態莖特例，其中葉片之間的節間間隙不擴展，因此所有葉片都保持緊密聚集在一起的狀態，並且處於相似的高度。萵苣、蒲公英及某些多肉植物都是這種植物的例子。
葉叢多見於多年生植物上，當較上層的葉枯死時，保護了其下的蕨類植物等其他植物。對於苔藓植物和藻類，隨著植物生長，由於葉狀體的重複分枝，令葉子維持着圍繞主莖的形狀。

## 分布
多種科的植物在形態學上均有蓮座狀葉叢，特別在菊科（如：蒲公英）、十字花科（如：捲心菜）及凤梨科等更是常見。真蕨綱的新西兰水蕨也屬蓮座狀植物。

## 功能與機制
植物藉由縮短莖的節間間距，使葉片在基部叢生，像是莴苣、蒲公英或部分多肉植物。當萵苣生長過快時，成長的不是葉片而是其莖，而這種現象被稱為「抽薹」，易導致過度成熟使萵苣苦味感提升。另外，葉叢常見於多年生植物上，當上層葉老化時，其掉落的葉片對植株具有保護作用；而葉叢位於植物的基部有助於固定植物，例如蒲公英。

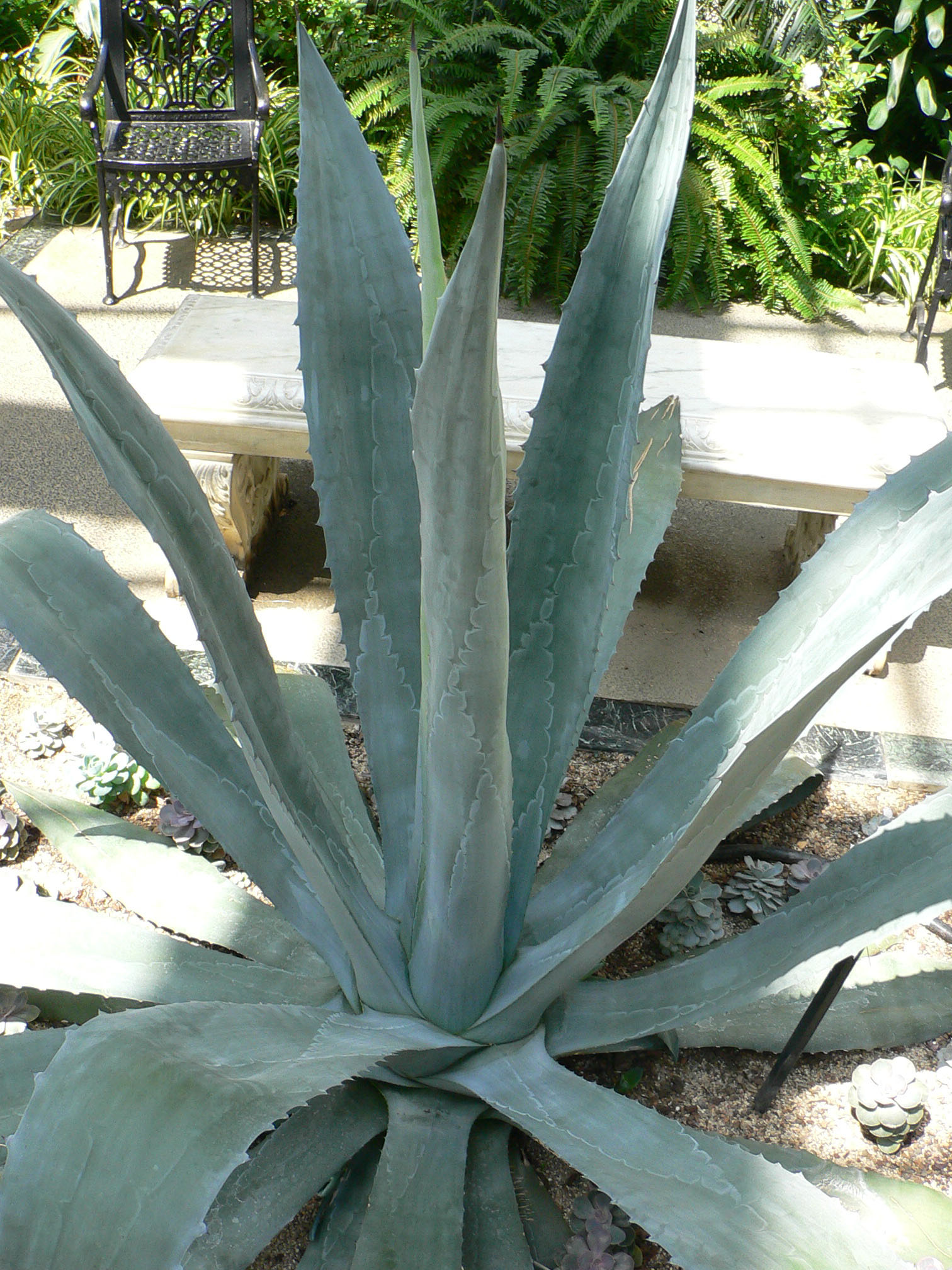
黃边龙舌兰的蓮座狀葉叢

蓮座狀葉叢的功用之一是保護植株，使其難於被拔出地面；就是使葉片更容易從整株植株上被扯走，進而讓植物的直根保持完好。另一種保護作用只限於多葉莖的蓮座狀葉叢，如南美洲巨型植物的安第斯菊屬物種，具有發育完整的地上莖。
在熱帶高山環境中，不同科或不同地區的多種植物進化成生活型，其特徵為在老化葉上方具常綠蓮座狀葉叢。此種構造可提高存活率、協助水分平衡或保護植物避免寒害，例如來自安地斯山脈的Espeletia schultzii 和 Espeletia timotensis等。